# Μ's

μ's(뮤즈)는 러브 라이브!에 등장하는 가공의 스쿨 아이돌 그룹이자, 캐릭터의 목소리를 연기하는 성우들에 의한 실제 9인조 여성 성우 유닛의 명칭이기도 하였다. 현재는 후속작들에 의해 해산에 가까운 상태이지만 가끔씩 이벤트가 이어지고 있다.

## 구성원
뮤즈는 9명으로 구성되어 있고 리더는 코우사카 호노카(CV 닛타 에미)이고 서브 리더는 소노다 우미(CV 미모리 스즈코)이다

## 작중 설정
코우사카 호노카(코사카 호노카)(高坂 穂乃果)
성우 - 닛타 에미
생일 - 8월 3일 (사자자리)
혈액형 - O형
좋아하는 음식 - 딸기,빵
싫어하는 음식 - 피망
좋아하는 사람 - 소노다 우미, 미나미 코토리
신장 - 157cm
쓰리 사이즈 - B78/W58/H82
멤버 넘버 - 1
이미지 컬러 -      주황
《러브 라이브!》의 주인공이고, 오토노키자카 학원의 2학년 학생이다. 본 그룹의 리더이자 센터이다. 가족은 ‘호무라’라는 화과자 가게에서 일한다. 기운찬 성격을 가졌고 어떠한 일도 포기하지 않으며, 이 때문에 자신을 과도하게 몰아붙이는 측면이 있다. 취미는 수영과 스티커 모으기. 코토리가 유학을 간다는 이야기를 듣고서 뮤즈 탈퇴 선언을 했다. 하지만, 두 번째 러브 라이브 참가를 시도하는 데에도 큰 역할을 한다. 나중에 에리를 이어 학생회장이 된다.
헤어 스타일은 우측 머리 부분을 노란색 리본으로 묶은 모양이다.
가족 구성은 G's Magazine에서는 할머니, 아버지, 어머니와 2명의 여동생으로 5명이 한 가족이고, 만화, 애니메이션, 소설에서는 코우사카 유키호라는 여동생이 있고, 코우사카 유키호는 만화에서 중학교 2학년, 애니메이션에서는 중학교 2,3학년으로 되어 있다.
만화에서의 내용
1학년 때 검도 부원으로 활동하여 신인전 우승을 이뤄내지만 입학 희망자를 채우지 못하여 스쿨 아이돌 그룹을 결성을 결정한다.
애니메이션에서의 내용
코우사카 호노카의 할머니와 어머니가 오토노키자카 고등학교의 졸업생이며, 학교에 상당한 애착이 있다.
코우사카 호노카는 오토노키자카 학교의 폐교 소식에 충격을 받고, 폐교되지 않을 방법을 궁리할 때 아키하바라 UTX의 A-RISE의 인기를 보고, 스쿨 아이돌 활동을 제안한다.
당초 목적은 오토노키자카 학원의 존속이었으나, 퍼스트 라이브 이후 스쿨 아이돌 활동에 보람과 자부심을 느끼고 계속하고 싶다고 생각하게 된다.
위치는 그룹의 리더이지만, 그룹 내에서 특별한 활동이 없어보인다. 하지만 주위 인물을 이끄는 행동력으로 μ's의 정신적 지주가 되어 사실상 리더로 인정받고 있다.
친가가 과자 가게를 하고 있어 단팥의 생활에 질려 있고, 오토노키자카 학원에서 항상 빵을 점심으로 먹고 있다.
어렸을 때부터 수학에 약하다.
애니메이션 2기에서는 학생 회장이 된다. 제 2회 러브라이브!에서는 처음에 참가할 생각이 없었지만, 3학년의 러브라이브! 마지막 참가의 기회라는 것을 깨닫고 μ's 멤버들의 설득을 받아 러브라이브!의 참가를 결의한다.
소노다 우미(園田 海未)
성우 - 미모리 스즈코
생일 - 3월 15일(물고기자리)
혈액형 - A형
좋아하는 음식 - 호노카네 가게의 만쥬
싫어하는 음식 - 탄산음료
좋아하는 사람 - 코우사카 호노카, 미나미 코토리
신장 - 159cm
스리 사이즈 -B76/W58/H80
멤버 넘버 - 3
이미지 컬러 -      파랑
호노카, 코토리와 어릴 적부터 소꿉친구였으며 지금은 같은 반 친구다. 본 그룹의 서브리더이자 호노카의 서포터이다. 궁도부 부원이며 활을 쏠 때 집중을 잘 한다. 호노카가 다른 사람을 쥐고 흔들면서 자신을 너무 지나치게 몰아붙인다고 생각하지만, 모험심 가득한 친구를 가지는 것의 이점을 알게 된다. 전통적인 가정의 딸로서, 검도, 궁도, 나가우타, 서예와 전통 무용을 배운다. 또한 주변 등장인물 전원에게 존댓말을 쓴다. 뮤즈의 노래의 작사를 한다는 설정이다.원래는 어린 남동생이 있었다는 설정이지만, 애니메이션과 소설에는 등장하지 않는다. 만화에서는
미나미 코토리(南 ことり)
성우 - 우치다 아야
생일 - 9월 12일 (처녀 자리)
혈액형 - O형
좋아하는 음식 - 치즈 케이크
싫어하는 음식 - 마늘
신장 - 159cm
쓰리 사이즈 - B80/W58/H80
멤버 넘버 - 2
이미지 컬러 -      회색
호노카의 소꿉친구였으며 지금은 같은 반 친구다. 오토노키자카 학원의 이사장의 딸이다. 뮤즈의 의상과 안무를 책임지고 있음에도 불구하고 어리바리한 점이 있다. 친절한 마음을 가지고 있어서 타인의 마음에 상처를 주고 싶어하지 않는다. 애니메이션 1기 12화에서,의상에 관한 유학을 갈 예정이라고 밝히면서 의도치 않게 뮤즈의 해체 문제를 발생시켰다.
헤어 스타일은 머리가 허리까지 오는 정도의 회색 긴 머리와 좌측 위 머리 부분을 둥근 모양으로 말고, 말아진 곳에 녹색 리본이 있다.
가족 구성은 G's Magazine에서는 언니와 여동생이 있다고 되어 있으나 만화와 애니메이션, 소설에서는 등장하지 않는다.
만화에서의 내용
코우사카 호노카가 결성한 스쿨 아이돌 그룹을 처음부터 참여하고 있다.
애니메이션에서의 내용
코우사카 호노카가 시작한 스쿨 아이돌의 두번째 멤버로 참가하는 동시에 우미에게도 가입을 권했다. 의상 디자인과 제작, 댄스 스텝의 고안을 담당하고, 어머니가 오토노키자카 학원의 이사장으로 등장한다.
합숙 시에는 항상 노란 베개를 가져오며, 5번째 싱글 Wonderful Rush 의 애니메이션 단편에도 관련된 장면이 있다.
학원에 있는 알파카를 즐겨 찾는다.
스쿨 아이돌을 시작했을 무렵에 아키바에서 메이드 카페 직원에 스카우트되어 미나린스키라는 이름으로 메이드 카페의 메이드 아르바이트를 시작한다.(원래는 이 설정이 니코한테 있었다.) 그후 몇 달만에 '전설'로 불리는 존재가 된다. 미나미 코토리는 아르바이트를 하고 있는 것을 숨기고 있어 멤버들에게 들켰을 때 아르바이트를 시작한 계기로 코우사카 호노카와 소노다 우미와는 달리 자신에게 재능이 없어 2명에 따라다니는 것같았다는 생각을 고백했다. 아키하바라의 길거리 라이브로 부르는 노래의 작사를 맡았다. 처음에는 무엇을 쓸지 몰라 전혀 진행이 되지 않았으나, 코우사카 호노카와 아키하바라의 거리와 사람을 보고, "자신이 생각하는 것을 쓰면 좋다"라는 조언을 받아 Wonder Zone를 완성시켰다.
코우사카 호노카는 자신의 인생에서 처음으로 생긴 친구이며, 그 이후 둘도 없는 친구가 되었다. 그래서 코우사카 호노카에 대한 일로 머리가 가득 찰 때도 있다. 코우사카 호노카에 대하여 항상 달콤하게 대하기 때문에 소노다 우미가 그것을 꾸짖는 경우도 많다.
애니메이션 1기에서는 옷 공부를 위해 해외에 유학하기로 결정했으나, 출발 직전 공항에서 소노다 우미에 등을 밀려 공항에 온 코우사카 호노카의 만류로 유학을 그만두었다.
애니메이션 2기에서 코우사카 호노카와 소노다 우미와 함께 학생회 임원을 맡고 있다.
호시조라 린(星空 凛)
성우 - 이이다 리호
좋아하는 음식 - 라멘
싫어하는 음식 - 생선
생일 - 11월 1일(전갈자리)
멤버 넘버 - 5
이미지 컬러 -      청록,      노랑
1학년. 운동을 잘한다. 뮤즈에서 유일하게 보이쉬한 면을 가졌다. 원래 이 점에 트라우마가 있었지만, 뮤즈에 들어온 뒤 트라우마를 극복하게 된다. 가장 친한 친구는 하나요로, 어릴 적부터 친구였다. 기운이 넘치지만 쉽게 동기를 잃어버리는 말괄량이 같은 성격을 가지고 있다. 고양이와 흡사한 외모와 행동을 보여준다. 말 끝에 -'냐(냥)'를 붙이는 것이 특징.
코이즈미 하나요(小泉 花陽)
성우 - 쿠보 유리카
좋아하는 음식 - 흰밥
생일 - 1월 17일(염소자리)
멤버 넘버 - 6
이미지 컬러 -      눅색
1학년. 그림그리기와 종이접기에 흥미가 있다. 이름의 한자를 다르게 읽은 "카요"라고 불리기도 한다. 주인공 중에서 어린이를 다루는 데에 가장 뛰어나다. 명대사는 "누군가가 도와줘(다레카 타스케테)"이나 매체에 따라 조금씩 다르다. (혀가 짧아서 발음 짧은 대사가 한때 유행하기도 했다.) 어렸을 때부터 아이돌이 되고 싶어했던 수줍음 많은 소녀이다. 흰 쌀밥을 좋아한다. 이 점이 2차 창작에서 많이 이용된다. 원래 안경을 썼다.
니시키노 마키(西木野 真姫)
성우 - Pile
좋아하는 음식 - 토마토, 김치찌개
싫어하는 음식 - 귤
생일 - 4월 19일(양자리)
멤버 넘버 - 4
이미지 컬러 -      빨강
의사가 되어서 부모님의 병원 가업을 이어받기로 한 성실한 1학년 학생이다. 의사가 되기로 했지만 어릴때의 좋은 경험을 하지 않을 수 없다며 뮤즈 멤버가 된다. 집이 엄청 부자라는 묘사가 자주 나온다. 뮤즈가 부르는 노래를 작곡한다는 설정이다. 노래와 피아노에 재능이 있음에도 불구하고 처음에는 뮤즈에 드는 것을 거절했다. 나중에는 뮤즈의 주 작곡자이자 보컬 코치가 된다. 당황하건 놀랐을 때 '붸에에'라는 소리를 내는데, 팬들은 이걸 마키의 울음소리 쯤으로 취급하고 있다.
야자와 니코(矢澤 にこ)
성우 - 토쿠이 소라
좋아하는 음식 - 과자, 주스
싫어하는 음식 - 매운 것
생일 - 7월 22일(게자리)
멤버 넘버 - 7
이미지 컬러 -      분홍
3학년 학생이며, 패션에 관심이 많아 코토리와 더불어 의상을 책임지는 역할을 한다. 아이돌을 꿈꾸며 자라왔고 아이돌이 되는 것을 열망해왔다. 나이와 달리 아이 같은 외모를 가지고 있어서 뮤즈의 다른 구성원들보다 훨씬 어려보이는데 본인은 이 점이 콤플렉스라고 한다. 아이돌 연구부의 회장이였는데, 니코의 높은 기준 때문에 다른 부원들은 모두 빠져나가고 결국 니코 혼자만 남고 만다. 호노카와 친구들이 니코에게 뮤즈의 기본적 운영을 맡아달라고 할 때 처음에는 거절했지만, 뮤즈의 다른 멤버들이 얼마나 성공적인 아이돌이 되고 싶어 하는지를 알게 되면서 멤버들의 노력을 인정하고 뮤즈에 가입한다. 또한, 한때 인터넷에서 유행했던 '니코니코니' 의 원조이기도 하다. 여담으로 일본에서 '니코니코'는 생글벙글이라는 뜻. 쓰리사이즈는 B71. 사실 니코의 집은 창평교(昌平橋ビル(しょうへいばしビル)) 빌딩이라서 2016년 5월에 철거되었다.
토죠 노조미(東條 希)
성우 - 쿠스다 아이나
좋아하는 음식 - 야키니쿠
싫어하는 음식 - 캐러맬
생일 - 6월 9일(쌍둥이자리)
멤버 넘버 - 8
이미지 컬러 -      보라
3학년 부학생회장으로, 생일 상 뮤즈에서 가장 나이가 많다. 에리의 친한 친구로서 에리가 이성적인 판단을 할 수 있도록 하는 역할을 한다. 간사이 지방 출신은 아니지만 간사이 방언을 사용한다. 취미는 타로 카드를 이용한 점치기다. "부원들을 힘내게 해 준다"는 명목 하에 뮤즈 부원들이 우울해하거나 기운이 없어보일 때마다 가슴을 움켜쥐면서 주무르는 버릇이 있다. 노조미는 이 버릇을 "와시와시 스루요"라고 부르고 다닌다. 와시와시는 성폭력 신고될 수 있으니 실제로 따라하지 말자. 여담으로 엄청난 강운의 소유자로, 자신의 가슴이 뮤즈에서 가장 큰 것도 이 덕분이라 주장한다.
아야세 에리(絢瀬 絵里)
성우 - 난조 요시노
생일 - 10월 21일 (천칭자리)
혈액형 - B형
좋아하는 음식 - 초콜릿
싫어하는 음식 - 우메보시, 김
좋아하는 사람 - 하루토 레이, 아야세 아리사
신장 - 162cm
쓰리 사이즈 - B88/W60/H84
멤버 넘버 - 9
이미지 컬러 -      물색
하루토 레이의소꿉친구.오토노키자카 학원의 3학년 학생회장이며, 폐교 위기에 처한 학교를 구하기로 결심한다. 호노카의 계획을 처음에 거절하기는 했지만, 결국 뮤즈에 가입한 마지막 소녀가 된다. 할머니가 러시아인이라서 러시안 쿼터, 러시아 단어 "Хорошо"(하라쇼, xərɐˈʂo. "대단하다"라는 의미)를 자주 말하는 습관이 있다. 어릴 때 러시아에서 발레를 했던 경험이 있어 뮤즈의 안무 담당자 역할을 하고 있다. 만화에서는 남동생이 두 명 있는데, 애니메이션에는 남동생 대신에 아야세 아리사 라는 여동생이 등장한다. 그리고 후에 코우사카 호노카에게 학생회장직을 물려준다. 여자에게 인기가 많다는 듯 하다.
(멤버 넘버는 뮤즈가 공연 전에 손가락으로 별(☆) 만들기 행동을 할 때 외치는 순서를 의미한다.)

## 작품

### 싱글

#### 정규 싱글
| №           | 제목                                               | 발매일                                                           | 규격번호                                                                |
| ----------- | -------------------------------------------------- | ---------------------------------------------------------------- | ----------------------------------------------------------------------- |
| 1st         | 우리의 LIVE 그대와의 LIFE(僕らのLIVE 君とのLIFE)   | 2010년 8월 13일 (여름 코믹 마켓 한정판) 2010년 8월 25일 (통상판) | LACM-4738                                                               |
| 2nd         | Snow halation                                      | 2010년 12월 22일                                                 | LACM-4776                                                               |
| 3rd         | 여름빛 미소로 1, 2, Jump!(夏色えがおで1,2,Jump!)   | 2011년 8월 24일                                                  | LACM-4845                                                               |
| 4th         | 꼬옥 “love”로 접근 중!(もぎゅっと“love”で接近中！) | 2012년 2월 15일                                                  | LACM-4907                                                               |
| 5th         | Wonderful Rush                                     | 2012년 9월 5일                                                   | LACM-4979                                                               |
| 6th         | Music S.T.A.R.T!!                                  | 2013년 11월 27일                                                 | LACM-34155(초호화판) LACM-14155(블루레이 통상판) LACM-14156(DVD 통상판) |
| 7th (FINAL) | MOMENT RING                                        | 2016년 3월 2일                                                   | LACM-14449                                                              |

## 같이 보기
- Aqours